# Skeptikerbewegung
Die Skeptikerbewegung ist ein internationales Netzwerk von Vereinigungen und Einzelpersonen mit dem Anspruch einer kritischen Auseinandersetzung mit pseudo- und parawissenschaftlichen Themen, die unter anderem in den Bereich des Aberglaubens oder der Alternativmedizin fallen. Sie beruft sich auf wissenschaftliche Methodik und naturalistische Erklärungen. Anders als im klassischen Skeptizismus halten Mitglieder der Bewegung den Gewinn von zuverlässigen Erkenntnissen prinzipiell für möglich.

## Geschichte
Der Historiker Peter Lamont sieht die Ursprünge der Skeptikerbewegung in den Kontroversen um Uri Geller in den 1970er Jahren. Eine Gruppe von Kritikern, darunter mehrere Psychologen und Zauberkünstler, sprachen Geller jede übernatürliche Fähigkeit ab und lieferten rationale Erklärungen für dessen Vorführungen. Die Bemühungen der neuen Bewegung, behauptete paranormale Fähigkeiten zu widerlegen, gingen jedoch über Geller hinaus und betrafen vor allem auch die Astrologie. 1976 führte die Konferenz The New Irrationalisms: Antiscience and Pseudoscience an der University at Buffalo schließlich zur Gründung des Committee for the Scientific Investigation of Claims of the Paranormal, CSICOP, des heutigen Committee for Skeptical Inquiry, CSI. In den 1980er Jahren bildeten sich immer mehr lokale Skeptikergruppen, neben den USA auch in Deutschland, Australien, Kanada, Frankreich, Mexiko und Großbritannien. 1996, zum 20. Jahrestag der Gründung von CSICOP, existierten Vereinigungen von Skeptikern in mehr als 20 Ländern. Der erste World Skeptics Congress, im gleichen Jahr in New York, hatte über 1200 Teilnehmer aus 24 Ländern. 2001 gab es weltweit etwa 100 entsprechende Organisationen in 38 Ländern, unter anderem in Argentinien, Kasachstan, Korea und Norwegen. Es erschienen zahlreiche Websites, Internetforen und skeptische Zeitschriften. CSI und dessen Journal Skeptical Inquirer bilden jedoch weiterhin das Zentrum der Skeptikerbewegung.

## Charakteristik

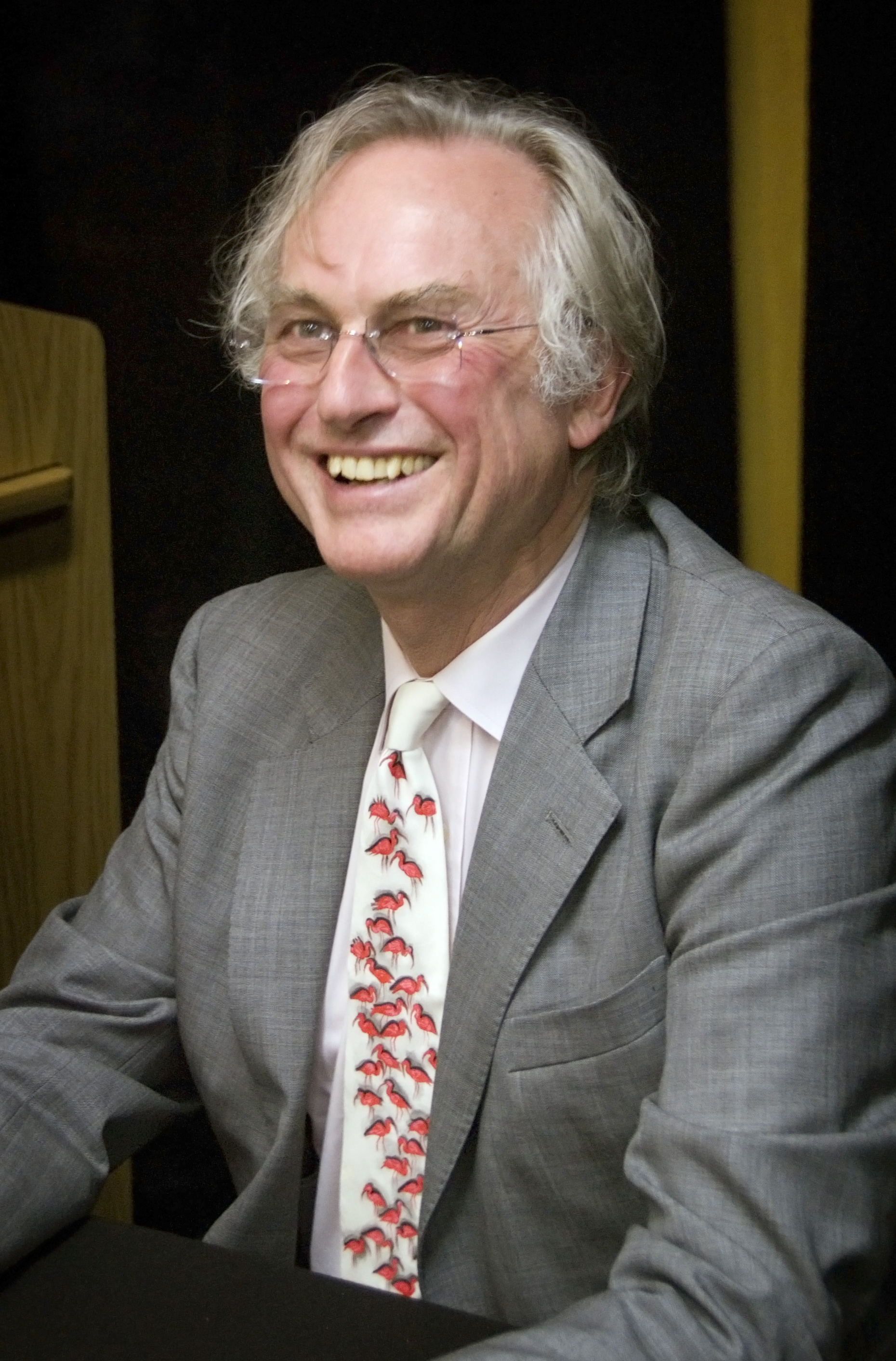
Richard Dawkins, Biologe

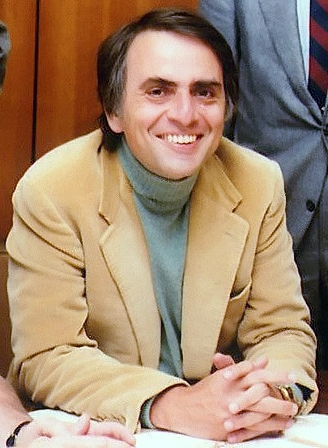
Carl Sagan, Astronom und Gründungsmitglied von CSICOP

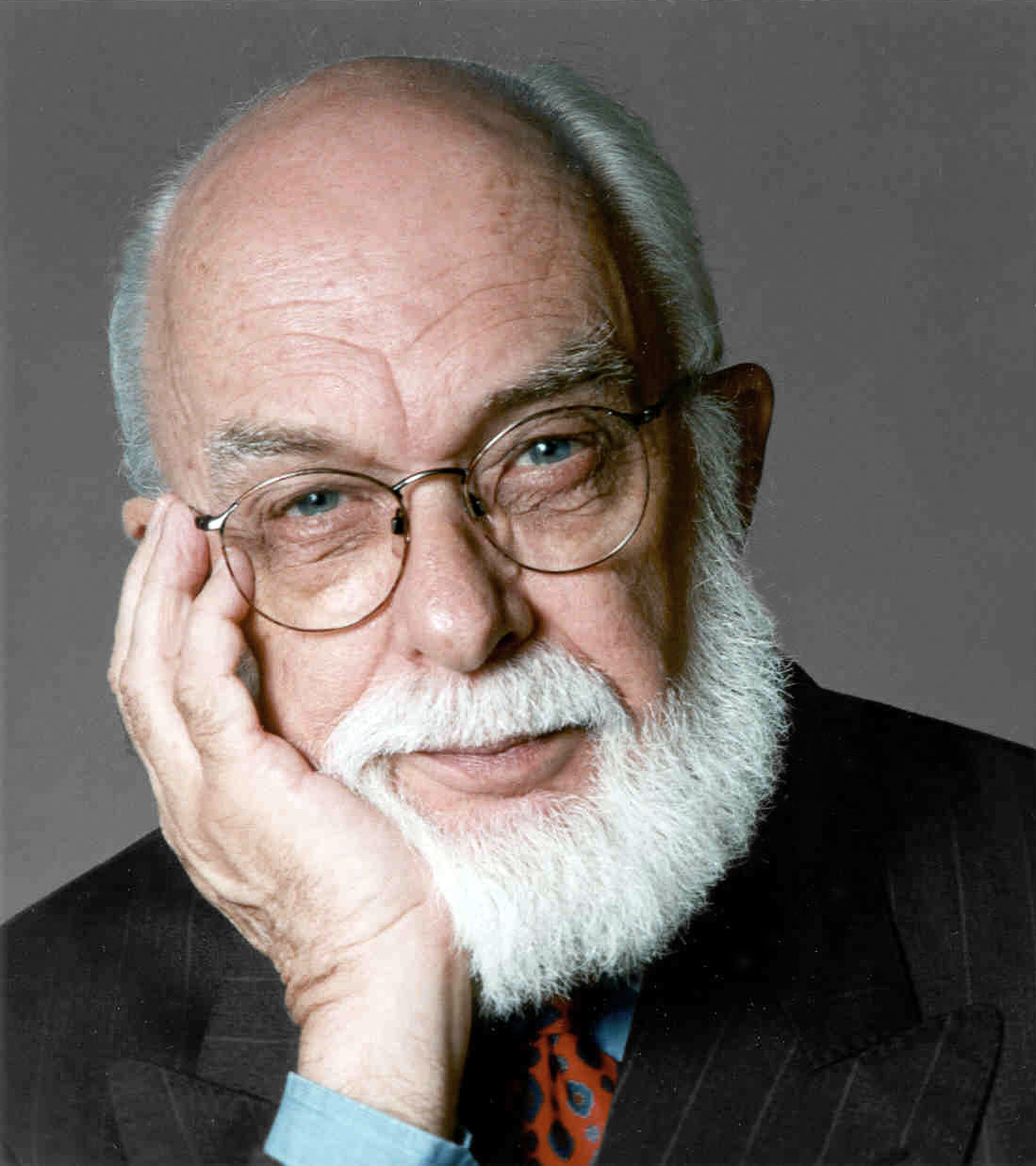
James Randi, Zauberkünstler

Vertreter der Skeptikerbewegung sehen eine Behauptung nur dann als Faktum an, wenn sie durch wissenschaftliche Belege gestützt und nicht experimentell widerlegt ist. Im Gegensatz zu den traditionellen, philosophischen Skeptikern stellen sie nicht die Möglichkeit einer Erkenntnis über die Wirklichkeit grundsätzlich in Frage, sondern akzeptieren methodologische Kriterien, anhand deren Wissensbehauptungen überprüft werden können. Dies können experimentelle Tests oder logische Schlussfolgerungen sein. Häufige behandelte Themen sind Homöopathie und andere alternative Behandlungsmethoden, Wünschelrutengehen, Astrologie, Parapsychologie, außersinnliche Wahrnehmungen, Entführungen durch Außerirdische, aber auch religiöse Ideen wie bspw. Kreationismus und Reinkarnation. Außerdem kritisieren sie Verschwörungstheorien, wie solche in Bezug auf die Terroranschläge am 11. September 2001 oder die Klimawandelleugnung.
Einige bekannte Vertreter der Bewegung sind prominente Wissenschaftler, wie etwa Carl Sagan, Richard Dawkins oder Stephen Jay Gould. Andere Mitglieder sind prominente Zauberkünstler wie James Randi oder Journalisten wie Martin Gardner.

## Vereinigungen
Im deutschsprachigen Raum ist die 1987 gegründete Gesellschaft zur wissenschaftlichen Untersuchung von Parawissenschaften (GWUP) die bekannteste Skeptikerorganisation. Sie ist Gründungsmitglied des European Council of Skeptical Organisations (ECSO), eines 1994 ins Leben gerufenen Dachverbands europäischer Skeptikervereinigungen.

## Kontroversen
Nach Ansicht von Carl Sagan übt die Skeptikerorganisation CSICOP, der er von Anfang an angehörte, eine wichtige soziale Funktion aus. Sie sei eine Art Gegengewicht zur „pseudowissenschaftlichen Leichtgläubigkeit“ vieler Medien. Gleichwohl sah er die Hauptschwäche der Skeptikerbewegung in ihrer Polarisierung. Die Vorstellung, ein Monopol auf die Wahrheit zu besitzen und die anderen Menschen als unvernünftige Schwachköpfe zu betrachten, sei nicht konstruktiv. Dieses Verhalten verurteile die Skeptiker zu einem permanenten Minderheitenstatus. Auf größere Akzeptanz stoßen könne demnach „ein einfühlsamer Umgang miteinander, der von Anfang an das Menschliche an der Pseudowissenschaft und am Aberglauben akzeptiert“.
Das CSICOP-Gründungsmitglied Marcello Truzzi, das die Organisation aufgrund inhaltlicher Differenzen verließ, definiert einen „wirklichen Skeptiker“ als jemanden, der eine agnostische Position einnimmt und selbst keine Behauptungen aufstellt. Eine These könne nicht „widerlegt“, sondern nur „nicht bewiesen“ sein. „Skeptiker“, die die Ansicht vertreten, es gebe Belege gegen eine Behauptung, bezeichnet Truzzi als „Pseudo-Skeptiker“, die dann ihrerseits die Beleglast zu tragen hätten. Solche Negativ-Behauptungen seien jedoch zuweilen ziemlich außergewöhnlich und oft eher auf Plausibilitätserklärungen statt auf empirische Belege gestützt. Als Beispiel führt Truzzi einen PSI-Test an, bei dem der Proband die Möglichkeit hat zu betrügen. Dies reduziere den Belegwert des Experiments zwar erheblich, reiche jedoch nicht aus, die untersuchte Behauptung zu widerlegen. Wissenschaft könne zwar statuieren, was empirisch unwahrscheinlich, nicht jedoch, was empirisch unmöglich ist.
Im Zuge einer vereinsinternen Auseinandersetzung innerhalb der GWUP verließ 1999 der Mitbegründer und damalige Redaktionsleiter von deren Publikationsorgan Skeptiker Edgar Wunder die Skeptiker-Organisation. Nach Wunder ist ein strukturelles Merkmal der Skeptikerbewegung eine Diskrepanz zwischen Anspruch und Wirklichkeit. So würden etwa viele GWUP-Mitglieder einen Weltanschauungskampf ohne hinreichende fachliche Kenntnis führen und selektiv und unsachlich argumentieren. An wissenschaftlichen Untersuchungen von Parawissenschaften seien sie höchstens insofern interessiert, „als deren Ergebnisse ‚Kanonenfutter‘ für öffentliche Kampagnen liefern könnten“.